# Ciereszki (rejon smorgoński)
Ciereszki (biał. Цярэшкі, ros. Терешки) – wieś na Białorusi, w obwodzie grodzieńskim, w rejonie smorgońskim, w sielsowiecie Sinki.

## Historia
W czasach zaborów zaścianek w gminie Bienica, w powiecie oszmiańskim, w granicach Imperium Rosyjskiego. W 1866 roku liczył 7 dusz rewizyjnych, należał do dóbr Ponizie Małe.
W latach 1921–1945 wieś i folwark leżały w Polsce, w województwie wileńskim, w powiecie oszmiańskim (od 1927 roku w powiecie mołodeckim), w gminie Bienica.
W 1931 wieś w 11 domach zamieszkiwały 52 osoby. Folwark liczył 8 mieszkańców w 1 domu.
Wierni należeli do parafii rzymskokatolickiej w Bienicy. Miejscowość podlegała pod Sąd Grodzki w Mołodecznie i Okręgowy w Wilnie; właściwy urząd pocztowy mieścił się w Bienicy.
W wyniku napaści ZSRR na Polskę we wrześniu 1939 miejscowość znalazła się pod okupacją sowiecką. 2 listopada została włączona do Białoruskiej SRR. Od czerwca 1941 roku pod okupacją niemiecką. W 1944 miejscowość została ponownie zajęta przez wojska sowieckie i włączona do Białoruskiej SRR.
Od 1991 w składzie niepodległej Białorusi.